# San Juan Yatzona
San Juan Yatzona là một đô thị thuộc bang Oaxaca, México. Năm 2005, dân số của đô thị này là 561 người.